# Barbara Gross (Galeristin)

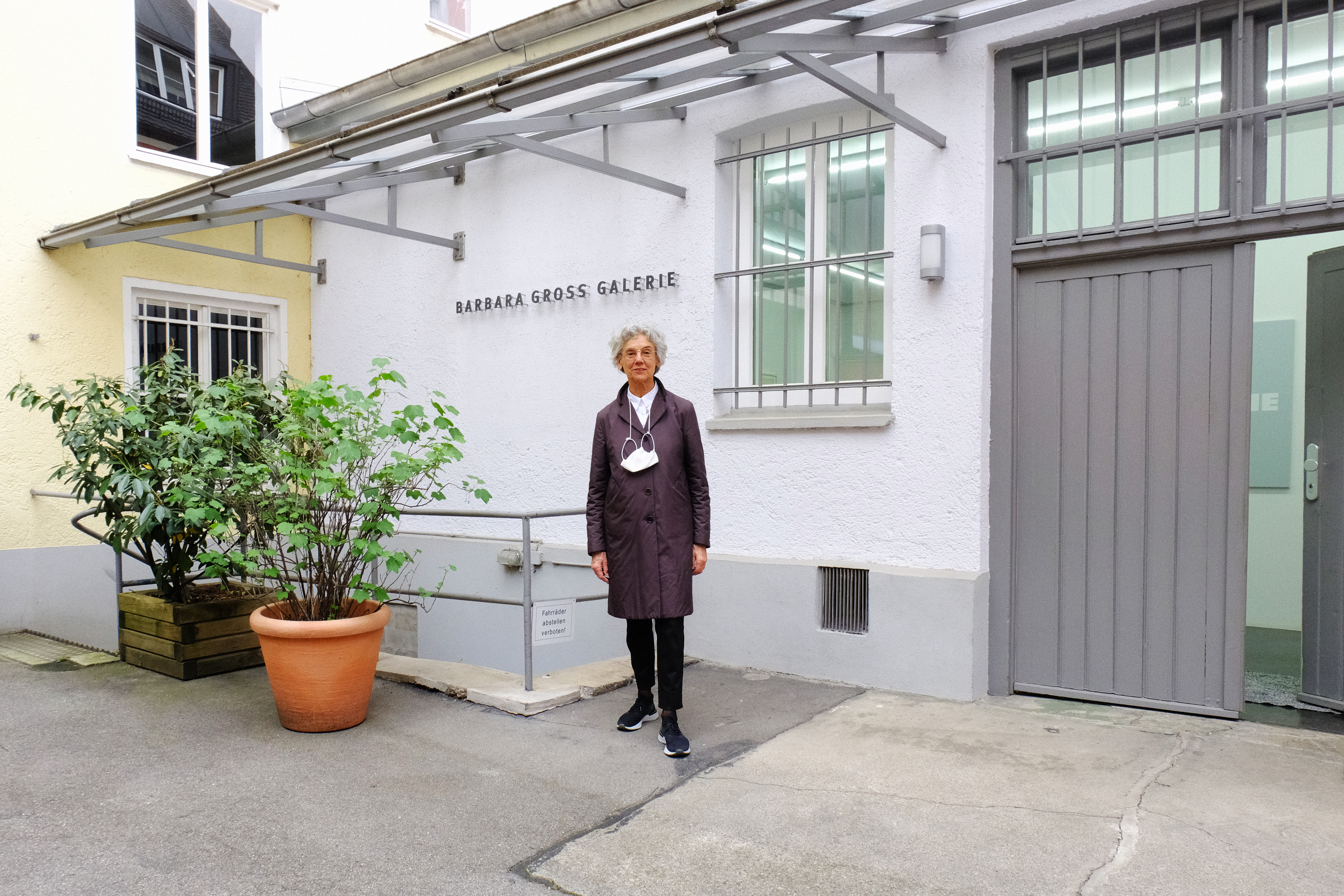
Barbara Gross vor ihrer Galerie (2020)

Barbara Gross (geboren 1946) ist eine deutsche Galeristin, die sich mehr als 30 Jahre lang für die „Sichtbarkeit von Künstlerinnen“ engagierte.

## Werdegang und berufliches Schaffen
Gross studierte Kunst an den Akademien in Berlin (heute Universität der Künste Berlin) und München (Akademie der Bildenden Künste München). Sie habe, wie sie anlässlich eines Porträts in der Sendung Kulturzeit sagte, „das Ego eines Künstlers nicht aufbauen“ können und sich deshalb auf die Vermittlung von Kunst besonnen. Nach ihrem Studium wurde Gross Kunsterzieherin, gab diese Tätigkeit aber bald wieder auf. Anfang der 1980er Jahre begann sie, Künstlerinnen-Editionen zu verlegen, beispielsweise von Nancy Spero, Maria Lassnig oder Valie Export.
Während dieser Zeit war sie zunächst noch als Kunsterzieherin beurlaubt, weil sie sich, wie sie 1983 in der Zeitschrift Courage schrieb, „eine Hintertür“ zu ihrem Beruf offenhalten wollte, denn sie war unsicher, wie lange die eigenen Ersparnisse sie tragen würden. Sie wollte „preiswert Bilder von guten Künstlerinnen“ anbieten, „damit vor allem Frauen es sich leisten“ könnten, sie zu kaufen.
„Mit dem Ziel weibliche Kunst sichtbar zu machen“ habe Gross dann 1988 ihre Galerie eröffnet. Sie war in der Frauenbewegung aktiv und über die mangelnde Repräsentanz kunstschaffender Frauen in Museen und Öffentlichkeit verärgert. Deshalb präsentierte sie in ihrer Galerie zunächst ausschließlich die Werke von Frauen. Zwar gab es zu dieser Zeit neben Gross bereits einige Galeristinnen in Deutschland – wie z. B. Monika Sprüth oder Philomene Magers –, ungewöhnlich aber war ein Programm, das ausnahmslos Kunst von Frauen zeigte. „Ihre erste Präsentation war eine Gruppenausstellung von Ida Applebroog, Ina Barfuss, Miriam Cahn, Hannah Collins, Maria Lassnig, Katharina Sieverding und Nancy Spero“, berichtete das Magazin Monopol.
Gemeinsam mit Annalies Klophaus und Barbara Hamann gründete Barbara Gross den Verein Continuum, der sich der Benachteiligung von Künstlerinnen bei der städtischen Vergabe von Stipendien, Preisen und Atelierräumen entgegenstellen sollte – und dies auch erfolgreich tat.
Im Jahr 2019, ein Jahr, bevor sie ankündigte, ihre Galerie zu schließen, erhielt Gross den Kunstpreis der Landeshauptstadt München. Die Jury würdigte ihr „außergewöhnliche[s] Engagement“, das „kommerziell [...] lange Jahre ein wenig Erfolg versprechendes Unterfangen“ gewesen sei. Neben der Organisation von Ausstellungen in verschiedenen Münchner Institutionen als freie Kuratorin sei sie mit ihrer eigenen Galerie bemüht gewesen, international bekannte Künstlerinnen, die in Deutschland noch wenig wahrgenommen wurden, einem breiteren Publikum zugänglich zu machen. Daneben habe sie die „Entwicklung der internationalen Karriere von Münchner Künstlerinnen wie Michaela Melián oder Katharina Gaenssler“ gefördert. Ihre Arbeit sei „radikal, konsequent und notwendig“, denn nach wie vor gebe es eine „eklatante Diskrepanz in der Sichtbarkeit von Künstlerinnen in Kunstinstitutionen und auf dem Kunstmarkt“.
Die Liste der von Gross vertretenen Künstlerinnen und Künstler ist lang, die Teilnahme an zahlreichen Kunstmessen wie der Art Cologne, der abc – art berlin contemporary oder beim inzwischen eingestellten Art Forum Berlin ist dokumentiert. Zu den Männern, deren Werke sie präsentierte, gehören Jürgen Partenheimer, Leon Golub und Rémy Zaugg. Wichtig sei Gross die „internationale Ausrichtung ihrer Galeriearbeit“ gewesen.
Ende März 2020 gab Gross bekannt, dass sie ihre Galerie nach mehr als drei Jahrzehnten schließen werde. Im Münchener Museumsareal hat sie 32 Jahre lang eine Galerie betrieben, mit der sie Frauen förderte, in private und öffentliche Sammlungen brachte und schließlich „internationales Renommee“ erwarb, wie Annegret Erhard in der Tageszeitung Die Welt schrieb. Mit einer Ausstellung unter dem Motto Open Doors/Closing Doors – laut Erhard eine „Art Retrospektive [...] aus dem Programm von drei Dekaden“ – verabschiede sich Gross Ende Mai 2020. „Sie spielte eine entscheidende Rolle bei der Durchsetzung von Künstlerinnen im männerdominierten deutschen Kunstbetrieb“, so das Magazin Monopol.
In der Mail, mit der sie über die Schließung informierte, schrieb sie: „Für alle Künstler*innen der Galerie, mit denen ich eng zusammengearbeitet habe, werde ich weiterhin Projekte betreuen und als ihre Agentin wirken.“

„So möchte ich die Türen schließen, wenn es am schönsten ist und bevor Alter oder unerwartete Ereignisse mich einholen und zur Aufgabe zwingen.“

Im Mai 2022 zeichnete das Zentralarchiv des internationalen Kunsthandels (ZADIK) aus Anlass seines 30. Jubiläums ein Interview mit Barbara Gross auf, das im November auf dem Konto der Universität bei SoundCloud veröffentlicht wurde. Nadine Oberste-Hetbleck, Direktorin des Archivs an der Universität zu Köln, sprach mit Barbara Gross über deren Einsatz als Galeristin für die Sichtbarkeit von Künstlerinnen. Das Gespräch stand im Zusammenhang mit dem Kölner Universitätsprojekt Women in the Art Market und fand statt im Rahmen der Diversitywoche, die unter dem Titel Du machst den Unterschied veranstaltet wurde.

## Publikationen (Auswahl)
- Noch lebe ich vom eigenen Geld. Edition Barbara Gross. In: Courage. Band 5, Nr. 8, 1983, ISSN 0176-1102, S. 12–13 (fes.de [abgerufen am 28. Mai 2020]).
- Werner Meyer: Rose ist eine Rose ist eine Rose ... Objekt & Bild. Anna und Bernhard Johannes Blume. 8. November bis 20. Dezember 1990, Barbara-Gross-Galerie, München, 3. März bis 7. April 1991, Städtische Galerie Göppingen. Hrsg.: Galerie Barbara Gross. Städtische Galerie, Göppingen 1990, ISBN 3-927791-06-7.
- Barbara-Gross-Galerie München (Hrsg.): Silvia Bächli. Arbeiten auf Papier. 5. März - 30. April 1992. Ausstellungskatalog. 1992 (Benedict Press, Münsterschwarzach).
- Barbara Gross, Alma Larsen: Katalog: Lidy von Lüttwitz, Skulpturen. Barbara-Gross-Galerie, München 1994, DNB 940692465 (Galerie im Rathaus, München, Barbara-Gross-Galerie, München, 10. Juli bis 2. August 1992, Städtische Galerie Schloss Oberhausen, 15. August bis 11. Oktober 1992).
- Differenz der Geschlechter im Kunst- und Galeriebetrieb. In: Kritische Berichte. Band 26, Nr. 3, 1998, ISSN 0340-7403, S. 51–56.
- Barbara Gross, Bettina Baumgärtel, Annette Tietenberg: Podiumsdiskussion. Zum aktuellen Umgang mit Fragen der Geschlechterdifferenz im Kunstbetrieb. In: Kritische Berichte. Band 26, Nr. 3, 1998, ISSN 0340-7403, S. 51, 66–69.
- Uta Grosenick: Ji Dachun. Bird painting without bird. Hrsg.: Galerie Barbara Gross. Distanz, Berlin 2011, ISBN 978-3-942405-52-2 (anlässlich der Ausstellung Ji Dachun „Bird Painting without Bird“ in der Barbara-Gross-Galerie, München, 9. September – 15. Oktober 2011. Deutsch, Englisch, teilweise in chinesischer Schrift, Übersetzer: Eckhard Schneider, Andrea Scrima).

## Auszeichnungen
- 2019 Kunstpreis der Landeshauptstadt München[7]